# Landkreis Köslin

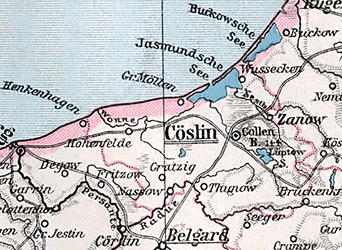
Der Kreis Köslin in den Grenzen von 1905

Der Landkreis Köslin (früher: Kreis Cöslin) war von 1872 bis 1945 ein preußischer Landkreis in Pommern. Er war einer der drei Nachfolgekreise des Kreises Fürstenthum Cammin. Seine Kreisstadt Köslin bildete seit 1923 einen eigenen Stadtkreis. Das ehemalige Kreisgebiet liegt heute größtenteils im Powiat Koszaliński in der polnischen Woiwodschaft Westpommern.

## Verwaltungsgeschichte
Zum 1. September 1872 wurde der Kreis Fürstenthum aufgelöst und auf die drei neuen Kreise Bublitz, Cöslin und Colberg-Cörlin aufgeteilt. Der neue Kreis Cöslin umfasste zu Beginn seines Bestehens die Stadt Cöslin, 81 Landgemeinden und 62 Gutsbezirke.
In den 1920er Jahren wurde die Schreibweise von Cöslin in Köslin geändert. Am 1. April 1923 schied die Stadt aus dem Kreis aus und bildete seitdem einen eigenen Stadtkreis. Die Bezeichnung des Kreises Köslin änderte sich dadurch in Landkreis. Zum 30. September 1928 fand im Landkreis Köslin wie im übrigen Freistaat Preußen eine Gebietsreform statt, bei der alle Gutsbezirke bis auf einen aufgelöst und benachbarten Landgemeinden zugeteilt wurden.
Zum 1. Oktober 1932 wurde der Landkreis Köslin um den größten Teil des aufgelösten Nachbarkreises Bublitz vergrößert.
Im Frühjahr 1945 wurde das Gebiet des Landkreises Köslin von der Roten Armee besetzt. Nach Kriegsende wurde das Kreisgebiet im Sommer 1945 seitens der sowjetischen Besatzungsmacht der Volksrepublik Polen zur Verwaltung unterstellt. In der Folgezeit wurde die einheimische Bevölkerung von der polnischen Administration aus dem Kreisgebiet vertrieben.

## Einwohnerentwicklung
| Jahr | Einwohner | Quelle |
| ---- | --------- | ------ |
| 1871 | 42.001    | [ 3 ]  |
| 1890 | 45.305    | [ 6 ]  |
| 1900 | 48.678    | [ 6 ]  |
| 1910 | 51.311    | [ 6 ]  |
| 1925 | 30.022    | [ 6 ]  |
| 1933 | 46.093    | [ 6 ]  |
| 1939 | 46.165    | [ 6 ]  |

## Landräte
- 1872–189100August von Gerlach (1830–1906)
- 1891–192000Gustav von Eisenhart-Rothe (1855–1936)
- 1920–193000Hermann Lotz (1865–?)
- 1930–194500Ludwig Beckhaus (1887–1957)

## Kommunalverfassung
Der Kreis Köslin gliederten sich in die Stadt Köslin (bis 1923), in Landgemeinden und – bis zu deren nahezu vollständigen Auflösung im Jahre 1928 – in selbstständige Gutsbezirke. Mit Einführung des preußischen Gemeindeverfassungsgesetzes vom 15. Dezember 1933 sowie der Deutschen Gemeindeordnung vom 30. Januar 1935 wurde zum 1. April 1935 das Führerprinzip auf Gemeindeebene durchgesetzt. Eine neue Kreisverfassung wurde nicht mehr geschaffen; es galt weiterhin die Kreisordnung für die Provinzen Ost- und Westpreußen, Brandenburg, Pommern, Schlesien und Sachsen vom 19. März 1881.

## Amtsbezirke, Städte und Gemeinden

### Amtsbezirke
Die Gemeinden des Landkreises Köslin waren in den 1930er Jahren in 27 Amtsbezirke gegliedert. Die Stadt Bublitz war amtsfrei.
| - Amtsbezirk Biziker - Amtsbezirk Crampe - Amtsbezirk Drawehn - Amtsbezirk Gerfin - Amtsbezirk Goldbeck - Amtsbezirk Griebnitz - Amtsbezirk Großmöllen - Amtsbezirk Gust - Amtsbezirk Jamund | - Amtsbezirk Koppelsberg - Amtsbezirk Kordeshagen - Amtsbezirk Krettmin - Amtsbezirk Manow - Amtsbezirk Parsow - Amtsbezirk Porst - Amtsbezirk Rogzow - Amtsbezirk Schulzenhagen - Amtsbezirk Schwessin | - Amtsbezirk Sorenbohm - Amtsbezirk Streitz - Amtsbezirk Strippow - Amtsbezirk Tessin - Amtsbezirk Thunow - Amtsbezirk Vangerow - Amtsbezirk Varchmin - Amtsbezirk Wisbuhr - Amtsbezirk Wusseken |

### Städte und Gemeinden 1945
Im Jahr 1945 umfasste der Landkreis Köslin die Stadt Bublitz, 99 weitere Gemeinden und einen gemeindefreien Gutsbezirk:
| - Ackerhof - Alt Banzin - Alt Belz - Augustin - Barzlin - Bast - Bauerhufen - Biziker - Bublitz, Stadt - Crampe - Dargen - Datjow - Deep - Dörsenthin - Drawehn - Dubbertech - Funkenhagen - Gerfin - Gieskow - Gohrband - Goldbeck - Gollendorf - Großmöllen - Güdenhagen - Gust - Hohenfelde - Jamund - Jatzthum - Kaltenhagen - Klannin - Kleinmöllen - Kleist - Kluß - Konikow | - Forst Koppelsberg, Gutsbezirk - Kordeshagen - Kothlow - Kratzig - Krettmin - Kurow (mit Zeblin) - Kursewanz - Laase - Labus - Lassehne (mit Wendhagen) - Latzig - Lubow - Lüptow - Manow - Maskow - Mersin - Meyringen - Mocker - Nedlin - Nest - Neu Banzin - Neu Griebnitz - Neudorf - Neuenhagen - Neuklenz - Parnow - Parsow - Plümenhagen - Pobanz - Poppenhagen - Porst - Puddemsdorf - Reckow - Repkow | - Rogzow (mit Obermühle) - Roßnow - Schreitstaken - Schübben - Schulzenhagen - Schwellin - Schwemmin - Schwerinsthal - Schwessin - Seeger - Seidel - Sorenbohm - Steglin - Strachmin - Streckenthin - Streitz - Strippow - Tessin - Thunow - Timmenhagen - Todenhagen - Ubedel - Vangerow - Varchmin - Varchminshagen - Warnin - Wisbuhr - Wolfshagen - Wusseken - Zerrehne - Zetthun - Zewelin (mit Bonin) - Zuchen |

### Vor 1945 aufgelöste Gemeinden
- Adlig Klein Möllen und Kleinmöllen-Amt, 1928 zur Gemeinde Kleinmöllen zusammengeschlossen
- Borkenhagen, 1928 zu Hohenfelde
- Gülz, ca. 1928 zu Streckenthin
- Kiepersdorf, ca. 1928 zu Funkenhagen
- Pleushagen, ca. 1928 zu Kaltenhagen
- Bornhagen, am 1. Oktober 1937 zu Sorenbohm
- Parpart, am 1. Oktober 1937 zu Funkenhagen
- Schützenwerder, am 1. Oktober 1937 zu Bast
- Friedrichsfelde, am 1. April 1939 zu Bublitz

## Verkehr
Die Berlin-Stettiner Eisenbahn-Gesellschaft erreichte Köslin im Jahre 1859 mit der Hauptbahn von Stettin her, die 1870 nach Osten weitergeführt wurde >111.0<. Die Verbindung nach Kolberg stellte 1899 die Altdamm-Colberger Eisenbahn-Gesellschaft her >111.e<. Der Altkreis Bublitz wurde von der Preußischen Staatsbahn erschlossen, die 1896/97 ihre Strecke von Gramenz bis Bublitz führte und 1903 nach Pollnow und 1921 bis Zollbrück verlängerte >111.m<.
In diesen Jahren kamen noch Schmalspurstrecken – Spurweite 750 mm – der
AG der vereinigten Kleinbahnen der Kreise Köslin, Bublitz, Belgard
hinzu, die auch die Kreisstädte miteinander verbanden:
- 1898: Köslin – Manow – Pollnow und
- 1905: Manow – Schwellin – Bublitz mit Abzweigung Schwellin – Belgard

Bereits 1937 bzw. 1938 stillgelegt waren die elektrischen Bahnen im Kreis, nämlich die 1911 eröffnete Stadtbahn Köslin sowie die 1905 eröffnete und 1913 erweiterte und elektrifizierte Strandbahn Köslin, die zu den Seebädern Groß Möllen und Nest führte.
(Die Zahlen in >< beziehen sich auf das Deutsche Kursbuch 1939).